# Rio Fiberglass
Rio Fiberglass Indústria e Comércio Ltda. war ein brasilianischer Hersteller von Automobilen.

## Unternehmensgeschichte
Das Unternehmen aus Rio de Janeiro begann 1985 mit der Produktion von Automobilen. Der Markenname lautete Tahiti. 1988 endete die Produktion.

## Fahrzeuge
Im Angebot stand nur ein Modell. Optisch ähnelte es dem Jeep. Technisch basierte es auf einem gekürzten Fahrgestell von Volkswagen do Brasil. Ein luftgekühlter Vierzylinder-Boxermotor im Heck trieb die Hinterräder an. Die offene Karosserie bestand aus Fiberglas. Sie hatte breite B-Säulen und eine Überrollvorrichtung, die mit zwei Streben mit der A-Säule verbunden war. An der Fahrzeugfront war ein falscher Kühlergrill.